# گمینا پوچسنا
گمینا پوچسنا (به لهستانی:  Gmina Poczesna) یک گمینا در لهستان است که در شهرستان چنستوخووا واقع شده‌است. گمینا پوچسنا ۶۰٫۱۳ کیلومتر مربع مساحت و ۱۲٬۴۹۰ نفر جمعیت دارد.